# Méthodes de réduction
Les méthodes de réduction modale sont utilisées en mécanique dans le cadre de la méthode des éléments finis. Le principe de ces méthodes est un changement de base pour l'étude des structures. D'un point de vue mathématique, la méthode des éléments finis permet d'étudier une structure dans un espace vectoriel E de dimension égale au nombre de degrés de liberté (n) que comporte la structure, ce qui revient à considérer qu'on travaille sur un espace vectoriel de dimension n engendré par la base formée des vecteurs de déplacement unitaire sur un degré de liberté et nul sur tous les autres (base canonique); les méthodes de réduction consistent à optimiser le choix de la base et à ne travailler que sur un sous espace de E.
Il existe deux principaux types de méthodes:
- Les méthodes à interfaces libres (Craig, Craig-Chang, Craig-Martinez...),
- Les méthodes à interfaces fixes (Hurty-Craig-Bampton).

## Principe des méthodes de réduction
Concrètement, appliquer une méthode de réduction à une structure dont on connaît les matrices masse M et raideur K revient à faire un changement de variable {\displaystyle X=P.Y} dans l'équation de la dynamique 
 où
- {\displaystyle P} est la matrice de réduction (matrice rectangulaire de taille nxm avec m<n),
- {\displaystyle X} est le vecteur inconnu de dimension n,
- {\displaystyle Y} est le vecteur inconnu réduit de dimension m<n,
- {\displaystyle F} est le vecteur force généralisé.

soit, après pré-multiplication par {\displaystyle P^{t}}

On note alors
- {\displaystyle K_{r}=P^{t}KP}
- {\displaystyle M_{r}=P^{t}MP}
- {\displaystyle F_{r}=P^{t}F}

D'où l'équation réduite de la dynamique :
{\displaystyle K_{r}} et {\displaystyle M_{r}} sont respectivement les matrices raideur et masse réduites. L'équation à résoudre comporte des matrices carrées de taille mxm. La difficulté fondamentale de l'application d'une méthode de réduction réside dans le choix et le calcul de la matrice P. Cette matrice est détaillée pour chaque méthode dans les paragraphes suivants.

## Construction de la matrice de réductionP
Cette partie n'a pour but que de donner la nature de la matrice de passage P. D'un point de vue mathématique, la matrice P est assimilable à une matrice de changement de base. Sa particularité est que le changement de base se fait entre deux bases de dimension différente.
On peut ainsi voir P comme la matrice permettant de passer du domaine d'étude constitué de l'espace vectoriel E et engendré par la base canonique ({\displaystyle e_{i},i=1..n}) à un espace d'étude {\displaystyle E_{R}} (sous-espace de E) et engendré par la base constituée des "vecteurs de réduction" ou "modes de réduction" ({\displaystyle r_{i},i=1..m}).
La matrice P contient donc en colonnes, l'expression de ces vecteurs de réduction dans la base canonique des degrés de liberté.
 Si on note
Alors
Il reste donc à préciser les vecteurs de réduction utilisés. Ces vecteurs varient avec le type de méthodes considérée.

## Méthodes à interfaces fixes

### Vocabulaire
Les méthodes se décomposent en deux groupes : "interfaces fixes" et "interfaces libres". Cette dénomination vient des problèmes de sous-structuration, l'"interface" étant relative à la jonction entre les sous-structures. Sur ces interfaces, des conditions sont imposées sur les degrés de liberté et la recomposition de la structure globale se fait via des équations de compatibilités. Dans le cas des méthodes à interfaces fixes, une partie des modes de réduction sont les modes propres de la sous-structure en considérant ses interfaces encastrées, d'où le terme "fixe" (ceci implique notamment l'ajout d'autres modes spécifiques dans la base de réduction dont nous verrons l'intérêt plus tard). A contrario, dans le cas des méthodes à interfaces libres, ces mêmes interfaces sont "libres" et les modes de réduction sont les modes propres de la structure sans condition supplémentaire imposée sur les interfaces.

### Méthode de Hurty-Craig-Bampton
La méthode de Hurty-Craig-Bampton est la principale méthode de réduction à "interfaces fixes". Elle est ici présentée sans sous-structuration. On considère donc une structure comportant n degrés de liberté, ayant une matrice masse M et une matrice raideur K. L'utilisation de la méthode de Craig-Bampton impose de décomposer les degrés de liberté de la structure en deux parties :
- les degrés de liberté "frontière" : pour simplifier, on considère que ces degrés de liberté sont ceux pouvant potentiellement être chargés au cours du temps et ceux sur lesquels s'appliquent des conditions limites (encastrement, appui simple...).  Les chargements volumiques (tel le poids) n'influent pas sur la détermination des degrés de liberté frontière, sans quoi cette décomposition n'aurait pas de sens, ces degrés de liberté seront notés {\displaystyle q_{f}} et toute quantité X y faisant référence sera indicée {\displaystyle X_{f}},
- les degrés de liberté "intérieurs" : il s'agit de tous les autres degrés de liberté (un chargement volumique peut éventuellement s'appliquer sur ces degrés de liberté), ces degrés de liberté seront notés {\displaystyle q_{i}} et toute quantité X y faisant référence sera indicée {\displaystyle X_{i}}.

#### Base de réduction
La base de réduction se compose de deux types de modes.
1. Les modes encastrés : il s'agit des modes propres de la structure calculés en considérant les degrés de liberté frontière encastrés.
2. Les modes statiques : ces modes sont obtenus en calculant la déformée statique de la structure lorsqu'un degré de liberté frontière est imposé à 1, tous les autres étant imposés à 0.

Dans le cas d'une poutre encastrée à une extrémité et chargée à l'autre, on peut représenter les modes comme suit :
Les modes statiques et les modes encastrés forment les colonnes de la matrice de réduction P (modes encastrés à gauche et modes statiques à droite, en ordre croissant de gauche à droite pour les modes encastrés et dans l'ordre de numérotation des degrés de liberté pour les modes statiques, cet arrangement permet le transfert des degrés de liberté frontière dans le vecteur réduit).

#### Points forts et inconvénients de la méthode
La méthode de Craig-Bampton est une méthode qui a l'avantage de se programmer très facilement et sa stabilité est connue. Elle apporte de bons résultats pour des structures de taille raisonnable. Par ailleurs, elle permet d'obtenir les degrés de liberté frontière dans le vecteur réduit ce qui peut s'avérer très utile dans le cas de problèmes de contacts par exemple.
En revanche, cette méthode n'est pas celle qui permet d'obtenir la meilleure réduction du système et peut donc s'avérer coûteuse en temps de calcul. Enfin, sans amortissement structural, la méthode peut diverger au voisinage des fréquences propres de la structure (à cause du gain infini à la résonance sans amortissement).